# Macete (film)
Macete (engleză: Machete) este un film de acțiune regizat de Robert Rodriguez și Ethan Maniquis. Personajul „Machete” provine din filmul Joaca de-a spionii (Spy Kids) regizat de același Robert Rodriguez. Filmul este o variantă extinsă a unei reclame false lansate împreună cu filmul Grindhouse. Machete continuă tradiția de film de categoria B a filmului Grindhouse, scene din acesta regăsindu-se și în Machete. Danny Trejo joacă pentru prima dată într-un rol principal. Următorul film, Machete Kills, a fost lansat la 19 septembrie 2013.
Din distribuție mai fac parte Robert De Niro, Jessica Alba, Don Johnson, Michelle Rodriguez, Steven Seagal revenind după filmul Pe jumătate mort (Half Past Dead) din 2002 și Lindsay Lohan, care a participat la filmări în toamna anului 2009. Cheech Marin și Jeff Fahey s-au întors în rolurile din trailer.
Machete a fost lansat în Statele Unite de 20th Century Fox și compania lui Rodriguez, Troublemaker Studios, pe 3 septembrie 2010.

## Prezentare
Povestea se petrece în jurul lui Machete Cortez (Danny Trejo), un fost agent federal mexican. Totul începe în Mexic cu Macete și partenerul său într-o misiune de salvare a unei fete răpite. În timpul operațiunii partenerul este omorât, iar fata răpită îl înjunghie înainte să fie și ea ucisă. Este trădat de șeful Poliției, pentru că nu a dorit să oprească operațiunea. Acesta i-a dat baronului mexican de droguri, Rogelio Torrez (Steven Seagal) locația unde se afșă soția și fiica lui Machete, omorâte de trimișii lui Torrez.
Trei ani mai târziu, Machete era în Texas, lucrând ca grădinar.  Michael Booth (Jeff Fahey), un om de afaceri și consilier prezidențial, îi spune lui Machete că senatorul texan McLaughlin (Robert De Niro) trimite sute de imigranți în afara țării. Pentru a opri asta, Booth îi oferă 150.000$ ca să-l asasineze pe McLaughlin. Machete acceptă după ce este amenințat cu moartea.
Machete încearcă să-l omoare cu pușca cu lunetă de pe o clădire, dar înainte să tragă vede unul din acoliții lui Booth țintind spre el. Acolitul reușește să-l împuște în braț iar pe senator în picior. S-a descoperit că Booth a înscenat asasinarea pentru a strânge voturi pentru campania electorală, care printre altele se baza și pe denigrarea și expulzarea mexicanilor. Machete este văzut drept vinovat și dat în urmărire.
Este dus la spital, unde personalul era mexican, și reușește să scape încă o dată de acoliții lui Booth. Agentul Sartana Rivera (Jessica Alba), agent al Agenției Vamale pentru Imigrare, este trimisă de superiori să-șl captureze pe Machete. Cu ajutorul lui Luz (Michelle Rodriguez), liderul unei mișcări ilegale a imigranților cunoscută ca „Rețeaua”, Machete îl recrutează pe părintele Padre (Cheech Marin), folosind biserica ca ascunzătoare și loc de depozitare a armelor. Pentru a se răzbuna, Machete le răpește pe soția și fiica lui Booth, April (Lindsay Lohan), după ce filmează un film pentru adulți cu ele. 
A mai strâns dovezi din casa lui despre afacerea de trafic cu droguri. După ce se confruntă cu el, Sartana se îndrăgostește. Booth, care lucra pentru Torrez, îl angajează pe asasinul Osiris Amanpour (Tom Savini), pentru a-l omorî.
Booth și Osiris îl omoară pe Padre chiar în biserică, dar nu își găsește soția și fiica. Totul este înregistrat de camerele ascunse din biserică, date mass-mediei chiar de Sartana, știrea aceasta și cea cu traficul de droguri ajungând la toate televiziunile. Înfuriat, McLaughlin îl împușcă pe Booth și i se alătură lui Torrez în încercarea de a-l omorî pe Machete. Împreună cu „Rețeauna”, Machete merge îi conduce la graniță, unde au fost contracarați de grăniceri, conduși de Von Jackson (Don Johnson).
Confruntarea a fost câștigată de imigranții mexicani. Jackson încearcă să scape, dar Luz îl împușcă în cap. Machete se luptă cu Torrez, care, înjunghiat fiind în burtă, recurge la seppuku. April apare costumată în călugăriță după ce scapă din biserică și, după ce află că McLaghlin i-a omorât tatăl, îl împușcă.
McLaughlin, rănit, reușește să scape pentru un timp, dar este omorât în cele din urmă de grănicerii rămași, care l-au confundat cu un mexican. Filmul se termină cu Machete întâlnindu-se cu Sartana, care îi da acte false de ședere în SUA, dar le refuză. Se sărută și pleacă împreună pe motocicletă.
Înainte de prezentarea distribuției, naratorul anunță că Machete se va întoarce în Machete Kills și Machete Kills Again.

## Distribuție
- Danny Trejo ca (Isador) Machete Cortez, „un fost polițist legendar cu o atitudine mortală și abilități caracteristice.”[9]
- Robert De Niro ca senatorul John McLaughlin, un politician care lupta împotriva imigranților intrați ilegal.[10]
- Michelle Rodriguez ca Luz/Shé, „o vânzătoare de taco cu un spirit revoluționar.”[9]
- Jessica Alba ca Sartana Rivera, "o polițistă frumoasă de la Biroul de Imigranți care trăiește o dilemă: să lucreze pentru stat sau pentru imigranții care au aceiași naționalitate mexicană ca și ea."[9] și sora geamănă a lui Sartana (doar în scenele șterse)
- Lindsay Lohan ca April Booth, „călugăriță cu armă”[11]
- Jeff Fahey ca Michael Booth, „un om de afaceri nemilos cu o echipă de criminali.”[9]
- Cheech Marin ca Padre Benicio Del Toro, fratele lui Machete, „un preot bun la dat binecuvântări, dar mai bun în mânuirea armelor.”[9]
- Steven Seagal ca Rogelio Torrez, un baron de droguri și fostul partener al lui Machete în poliție.[12]
- Don Johnson ca Von Jackson, „un grănicer de încredere care conduce o mică armată."[9]
- Billy Blair ca henchman-ul lui Von Jackson.[13]
- Shea Whigham ca Sniper.
- Tom Savini as Osiris Amanpour, un asasin angajat de Booth să-l ucidă pe Machete.
- Felix Sabates ca Doc Felix
- Electra and Elise Avellan („Bonele gemene nebune”) ca Asistentele Mona și Lisa[14]
- Cheryl "Chin" Cunningham ca asistenta lui Torrez[15]
- Daryl Sabara ca Julio
- Alicia Marek ca June Booth, soția lui Michael Booth și mama lui April.[16]
- Ara Celi ca Reporter
- Tito Larriva ca Culebra Cruzado
- Nimród Antal ca bodyguardul lui Booth
- Mayra J. Leal ca Tânăra dezbrăcată de la telefonul mobil
- Rose McGowan ca Boots McCoy (scenă ștearsă)

## Producție

### Dezvoltare
Conform lui Rodriguez, Machete își are originile în filmul Desperado. A declarat că „Atunci când l-am întâlnit pe Danny, mi-am spus, 'Acest tip ar trebui să fie ca un Jean-Claude Van Damme mexican sau Charles Bronson, care să apară anual într-un film și al cărui nume să fie Machete'. Așa am gândit atunci, dar m-am ocupat de altceva până acum. Așa că acum, desigur, vreau să continui și să fac o franciză.” „Nu exista nici un film de acțiune cu tente latino care să poată fi prezentat unei audiențe largi. Când m-am uitat la filmele [regizorului] John Woo, ele m-au făcut să-mi doresc să fiu un asiatic. Woo și actorul Chow Yun-Fat din Hard Boiled și The Killer m-au inspirat să fac filme care să dea acel sentiment în zona latino”.
Într-un interviu dat revistei Rolling Stone, Rodriguez a declarat că a redactat scenariul în 1994 când l-a distribuit pe Trejo în Desperado. „Așa că am scris ideea cu un agent federal din Mexic angajat să fie ucigaș în SUA. Am auzit uneori că FBI sau DEA duc o muncă foarte grea și nu-și doresc să le moară agenții, uneori angajând un agent din mexic să facă toată treaba pentru 25.000$. M-am gândit, 'Acesta e Machete. El ar veni să facă o treabă foarte periculoasă pentru o grămadă de bani pentru el, dar pentru restul acea sumă reprezentând un fleac. Dar nu am avut timp să-l fac”.
În loc, în timpul filmărilor la filmul lui Quentin Tarantino, Grindhouse, Rodriguez a înregistrat câteva scene, parte a unui trailer fals din 2006, avându-i ca protagoniști pe Danny Trejo, Cheech Marin și Jeff Fahey. La South by Southwest în martie 2007, Rodriguez a anunțat că va dezvolta trailerul într-un film. A anunțat că va veni la pachet cu filmul Planet Terror ca bonus, dar a fost lansat separat.
În timpul Comic-Con International 2008, a spus mai multe lucruri Machete, printre care starea filmului la acea dată, continuări posibile și alte priorități din producere. S-a mai dezvăluit că a luat secvențe din alte filme ale sale, incluzând Once Upon a Time in Mexico.

### Regie
Rodriguez dorea de mult să regizeze acest film, folosind tehnica sa descrisă în cartea „Rebel Without a Crew”. În aprilie 2009, s-a anunțat că Ethan Maniquis, care de mult timp a fost editor al filmelor lui Rodriguez, va regiza alături de ultimul. La Comic-Con 2010 din San Diego, Trejo a spus despre Rodriguez: „El este un geniu. Un mare geniu. Face turnarea filmelor distractivă. Știi, te face să vrei să mergi la muncă. Mulți oameni se trezesc spunând „M-am trezi înainte ca ceasul să sune” doar pentru că ești entuziasmat să lucrezi cu el. Te întrebi 'cu ce va veni azi?' pentru că în fiecare zi vine cu ceva nou. Așa că este extraordinar să lucrezi cu cineva ca el”. „Robert are o viziune incredibilă și este foarte precis, și [lucrând la filmele lui] te face să te simți ca și cum ai fi în mijlocul unui proiect mare și existențial. Și că totul este posibil”, susținea Jeff Fahey, care a colaborat cu Rodriguez la Machete și Grindhouse.

### Distribuție
Rolul principal a fost de la început făcut de Danny Trejo, așa cum spune și Rodriguez. Cei doi au avut o întâlnire la filmările lui Desperado. „Nimeni nu știa cu adevărat de Desperado, dar localnicii s-a r fi adunat să-l vadă pe Danny, crezând că el este actorul din rolul principal, deși era distribuit într-un rol minor”, își amintește Rodriguez.
Avea o prestanță incredibilă, și am știut că l-am găsit pe Machete. Așa că, i-am dat un cuțit, și i-am zis să se antreneze”.
Trejo, Cheech Marin și Jeff Fahey au fost actorii care au apărut în trailer. Chris Cooper trebuia să joace în rolul senatorului McLaughlin. După ce l-a refuzat, locul i-a fost luat de Robert De Niro. „Din momentul în care îl ai pe Robert De Niro în filmul tău, ceilalți actori se roagă de tine să joace în film”, a spus Robert Rodriguez.
„Ce mi-a plăcut la personaj a fost că era ironic și nu lua totul în serios. Nici măcar el nu era luat în serios așa că la un momentdat poți să te distrezi fără să fii încărcat de cerințe.”, a spus De Niro. Lindsay Lohan a acceptat rolul în 2009. „Lisday e cool”, zicea Rodriguez. „Am scene făcute special pentru ea dacă îl acceptă [rolul].” Lohan joacă în rolul lui April Booth, fiica lui Booth. „April s-a născut într-o viață privilegiată și ia orice lucru de bun, declara Lohan. „Dar trece printr-o mare schumbare. Ca actriță, îmi place să mă auto-depășesc.” Linsday și-a vopsit părul din roșcat-cafeniu în blond platinat.
Jonah Hill a fost inițial anunțat în tolul lui Julio, dar a fost înlocuit cu Daryl Sabara, care a lucrat cu Rodriguez, Marin, și Trejo pe scenă la franciza Spy Kids. Jessica Alba a spus despre rolul ei, Agent Sartana, „Personajul meu este un Agent de la Imigrări care încearcă să-l prindă pe Macete, dar descoperă că a fost trădat. Ea încearcă să facă ce e e drept moral și nu ceea ce îi dictează sistemul.
„Distribuția pare să fi sunat ciudată pentru unii oameni când a fost pentru prima dată anunțată. Dar când te uiți la Macete, vezi că actorii se potrivesc foarte bine în rolurile lor. Danny a lucrat în sutede filme și probabil a lucrat la un moment dat cu fiecare actor din Macete. Toată lumea îl adoră pe Danny și apreciază faptul că în sfârșit va fi vedeta propriului film. Îmi amintesc de Robert De Niro, care a lucrat cu Danny la Heat sppunându-i că, '[Machete] va fi foarte bun pentru tine'.”
În ceea ce privește nuditatea prezentată în film, Rodriguez a menționat că a filmat deliberat prima scenă cu o femeie dezbrăcată complet (actrița Mayra Leal) pentru a face audiența să creadă că scenele care vor urma vor arăta mai mult decât o fac. Jessica Alba a menționat în legătură cu scena sa la duș, „Port chiloți și aveam și alte chestii pe mine, dar scenele au fost decupate în post-producție. Aia nu sunt chiar eu. Sunt mai bună acoperită”.

### Filmări
Filmările pentru trailerul fals la Grindhouse au început în vara anului 2006, când Rodriguez filma la Planet Terror. În scenele din trailer apăreau doar Danny Trejo, Cheech Marin, Jeff Fahey și Tito Larriva. Unele dintre scene au fost lăsate intacte în film, iar altele au fost filmate din nou.
Lindsay Lohan și-a jucat rolul în trei zile, două în august și una în septembrie.

## Recenzii

### Lansare și marketing
Primul trailer a fost lansat și atașat filmului Planet Terror în 2007. Pe 28 iulie 2010, s-a confirmat că Machete va ține capul de afiș  la Festivalul de Film de la Veneția ținut la data de 1 septembrie 2010, urmat în lansarea în cinematografe la 3 septembrie 2011.
Filmul a fost lansat în SUA pe 3 septembrie 2010, de 20th Century Fox. A rulat de 3400 de ori în 2670 de locații.
În Australia a fost lansat pe 11 noiembrie, iar în Mexic pe 12 noiembrie 2010.
Pe data de 5 mai 2010 a fost lansat un trailer fals, prin intermediul Ain't It Cool News. Trailerul începea cu Danny Trejo spunând, „Acesta este Machete cu un mesaj special de Cinco de Mayo pentru Ariziona”, urmat de scene cu împușcături, vărsare de sânge și prim cadre ale actorilor. Trailerul fals combina elemente din Machete care apărau în Grindhouse cu material din filmul actual, și se putea distinge că filmul va fi despre Macete conducând o revoltă împotriva politicienilor și grănicerilor. Conform Fox News, criticii imigranților ilegali au fost deranjați de tralier.
Trailerul oficial a apărut pe 8 iulie 2010, împreună cu filmul Predators, produs tot de Rodriguez. A fost arătat și înainte de The Expendables. Un trailer interzis minorilor cu scene mai sângeroase a fost lansat pe 23 iulie 2010.

### Box-office
| Film    | Release date    | Venituri din box-office | Venituri din box-office | Venituri din box-office | Loc box-office      | Loc box-office | Buget        | Note   |
| Film    | Statele Unite   | Statele Unite           | Internațional           | Mondial                 | Total Statele Unite | Total mondial  | Buget        | Note   |
| ------- | --------------- | ----------------------- | ----------------------- | ----------------------- | ------------------- | -------------- | ------------ | ------ |
| Machete | septembrie 2010 | 26,593,646 $            | 17,499,670 $            | 44,093,316 $            | #2,179              | Necunoscut     | 10,500,000 $ | [ 44 ] |

Machete a rulat în 2670 de cinematografe din Statele Unite pe 3 septembrie și a obținut 14,102,888 $ în patru zile, fiind din acest punct de vedere pe locul al doilea în box-office după The American. A luat $3,866,357—$1,448 pe cinematograf—în prima zi și $14,102,888—$4,001 pe cinematograf—în weekend. Machete s-a clasat pe locul al patrulea în box office la sfârșitul săptămânii după Resident Evil: Afterlife adunând în  total 20,916,709 $.
Machete avea la 4 decembrie 2010 $26,593,646 în Statele Unite. Filmul a mai făcut $11,038,073 pe piețele din străinătate, aducând un venit total de $37,631,719, la data de 4 decembrie 2010.

### Recenzii
| Film    | Rotten Tomatoes       | Rotten Tomatoes      | Rotten Tomatoes          | Metacritic              | Entertainment Weekly |
| Film    | Toți criticii         | Criticii de top      | Audiență                 | Metacritic              | Entertainment Weekly |
| ------- | --------------------- | -------------------- | ------------------------ | ----------------------- | -------------------- |
| Machete | 73% (173 de recenzii) | 72% (29 de recenzii) | 65% (97.421 de recenzii) | 60/100 (29 de recenzii) | B                    |

Site-ul de recenzii Rotten Tomatoes raportează faptul că 72% din critici au acordat filmului o recenzie pozitivă, din 163 de recenzii, media punctajului dat fiind de 6.3 din 10 dându-i filmului verdictul de „certified fresh” (certificat ca proaspăt). Părerea generală a site-ului este că „Machete este murdar, violent, odios și anost -- tocmai de aceea este cu siguranță unul din cele mai plăcute filme ale verii”. Un alt site, Metacritic, i-a dat calificativul de „recenzii mixte” cu media 60, bazată pe 29 de recenzii.
Jessica Alba a câștigat Zmeura de Aur pentru cea mai proastă actriță într-un rol secundar, alături de rolurile ei din The Killer Inside Me, Little Fockers și Valentine's Day.

### Lansare pe DVD
Rodriguez a confirmat într-un interviu că o variantă extinsă, mult mai violentă, va fi lansată pe DVD.
Varianta R (interzis sub 18 ani) a lui Machete a fost lansată pe DVD și Blu-ray la 4 ianuarie 2011.
În prima săptămână de la vânzare, pe 9 noiembrie 2011, Machete se afla pe locul 1 la numărul de vânzări de DVD-uri, cu 691.317 de exemplare.
În scenele șterse de pe Blu-ray Rose McGowan joacă în rolul unuia din acoliții lui Osiruses numit 'Boots McCoy'. În alte scene șterse Jessica Alba joacă de asemenea rolul lui 'Sis'. (Sora geamănă a lui Sartana)